# せんだい (護衛艦)
せんだい（ローマ字：JS Sendai, DE-232）は、海上自衛隊の護衛艦。あぶくま型護衛艦の4番艦。艦名は川内川に由来し、この名の日本艦艇としては、旧海軍の川内型軽巡洋艦「川内」に続き2代目にあたる。

2022年12月に公表された防衛力整備計画で、2027年度までに除籍することが発表された。

2025年7月、本艦含むあぶくま型全艦をフィリピンへ輸出することで日比両政府が一致した認識を持っていることが報じられた。
本記事は、本艦の艦歴について主に取り扱っているため、性能や装備等の概要についてはあぶくま型護衛艦を参照されたい。

## 艦歴
「せんだい」は、中期防衛力整備計画に基づく昭和62年度計画1,900トン型乙型護衛艦1232号艦として、住友重機械工業浦賀工場で1989年4月14日に起工され、1990年1月26日に進水。同年10月16日に海上公試開始。1991年3月15日に就役し、佐世保地方隊第21護衛隊に編入された。
1991年6月20日、佐世保地方隊隷下に第39護衛隊が新編され、「おおよど」とともに編入された。
1997年3月24日、隊番号の改正により第39護衛隊が第26護衛隊に改称。
2008年3月25日から3月26日にかけて佐世保に寄港したタイ海軍練習艦隊ナレースワン級フリゲート「ナレースワン」、チャオプラヤー級フリゲート「サイブリ」に対しホストシップとして交歓した。
同年3月26日、自衛艦隊の大改編により第26護衛隊が第16護衛隊に改称され、護衛艦隊隷下に編成替え。
2011年3月16日、第16護衛隊が廃止となり、第12護衛隊に編入。定係港が佐世保から呉に転籍。
2015年12月、呉からジャパン マリンユナイテッド舞鶴事業所に回航、寒冷地改装。
2016年3月18日付、第14護衛隊に編入、定係港が呉から舞鶴に転籍。
2018年2月16日昼、第1航空群所属のP-3Cと共に、東シナ海の公海（上海の東約250 kmの沖合）で北朝鮮船籍のタンカー「Yu Jong 2号」が「闽宁德油078」(繁体字表記は「閩寧德油」（ビンネイトクユ）であり「福建 寧徳市 油槽船」を意味する)との表示がある船籍不明の船舶と接舷し、国連安保理決議で禁止されている「瀬取り」とみられる作業を行っていたことを確認した。なおこれは、対北朝鮮かつ艦艇による現認では自衛隊初であった。
同年6月29日昼、東シナ海の公海上（上海の南南東約350 kmの沖合）で北朝鮮船籍のタンカー「AN SAN 1（アンサン1）号」（IMO番号：7303803）が船籍不明の船舶と接舷し、国連安保理決議で禁止されている「瀬取り」とみられる作業を行っていたことを確認した。なお「AN SAN 1号」は、2018年3月に国連安保理北朝鮮制裁委員会から資産凍結・入港禁止の対象に指定された船舶だが、船名を「HOPE SEA（ホープ シー）号」に偽装していることも確認した。
同年12月7日6時30分頃、宮古島の北東約130 kmの海域を南東進する中国海軍のルーヤンII級駆逐艦1隻を発見した。同艦が沖縄本島と宮古島の間の海域を南東進し、太平洋へ抜けたことを確認するまでの間、第5航空群所属P-3C哨戒機と共に、所要の情報収集・警戒監視を行った。なお、同艦はその後引き返し、12月8日に沖縄本島と宮古島の間の海域を北西進して東シナ海へ抜けた。それまでの間、継続して所要の情報収集・警戒監視を行った。
2019年2月23日21時頃、上対馬の東北東約110 kmの海域において、同海域を南西進する中国海軍のルーヤンIII級駆逐艦1隻、ジャンカイII級フリゲート2隻を確認した。これらの艦艇が対馬海峡を南下した後、東シナ海に抜けたことを確認するまでの間、所要の情報収集・警戒監視を行った。
同年8月23日～8月27日、親善のため舞鶴に寄港したカナダ海軍ハリファックス級フリゲート「オタワ」に対しホストシップとして交歓した。
同年11月13日未明、東シナ海の公海上（上海の東約280 kmの沖合）で北朝鮮船籍のタンカー「MU BONG 1（ムボン1）号」（IMO番号：8610461）が船籍不明の船舶と接舷し、国連安保理決議で禁止されている「瀬取り」とみられる作業を行っていたことを確認した。また船籍不明の船舶が、船尾の船名記載箇所を何らかの物で覆っていることも確認した。
2020年6月17日深夜1時頃、沖縄本島の南東約80 kmの海域において、同海域を西進するロシア海軍のステレグシチーⅡ級フリゲート2隻を確認した。これらの艦艇が沖縄本島と宮古島との間の海域を北上した後、対馬海峡を北東進し、日本海へ向けて航行したことを確認するまでの間、海上自衛隊第13護衛隊所属「あさゆき」、第1航空群所属P-1哨戒機、第5航空群所属P-3C哨戒機と共に、所要の情報収集・警戒監視を行った。
2021年、低視認性塗装（ロービジビリティー Low-visibility 略してロービジとも）へ塗装変更。その内容としては、煙突頂部の汚れを目立たなくするための黒帯の廃止、艦番号及び艦名の灰色化かつ無影化、艦橋上の対空表示（航空機に対し艦番号下2桁を表示するための塗装）の消去。
同年11月23日14時頃、海上自衛隊は西表島の南約170 kmの海域において、同海域を北東進するロシア海軍キロ改級潜水艦2隻、ステレグシチーⅡ級フリゲート1隻、ドゥブナ級補給艦1隻及びイングル級救難えい船1隻の合計5隻を確認した。これらの艦艇が沖縄本島と宮古島との間の海域を北上した後、11月27日に対馬海峡を北東進し、日本海へ向けて航行したことを確認するまでの間、海上自衛隊第4航空群所属P-1哨戒機、第5航空群所属P-3C哨戒機、第12護衛隊所属「あぶくま」、第14護衛隊所属「せとぎり」、第46掃海隊所属「くろしま」並びに第3ミサイル艇隊所属「おおたか」などと共に、所要の情報収集・警戒監視を行った。
2022年1月31日に発生した、航空自衛隊飛行教導群（小松基地所在）のF-15DJ（32-8083号機）墜落事故に対し、同日夜に緊急出港して現地海面で捜索活動に従事。捜索には航空自衛隊のU-125A 救難捜索機、UH-60J 救難ヘリコプター、海上自衛隊のヘリ搭載護衛艦「ひゅうが」、ミサイル護衛艦「みょうこう」、ミサイル艇「うみたか」、潜水艦救難艦「ちはや」、掃海艇「うくしま」、水中処分母船1号型「YDT-01」、UP-3D 多用機、MCH-101 掃海・輸送ヘリコプター、SH-60K 哨戒ヘリコプター、海上保安庁の巡視船「はくさん」、巡視艇  「かがゆき」、巡視艇「あさぎり」、小松基地と陸上自衛隊金沢駐屯地からそれぞれ派出された地上捜索部隊も参加している。
同年4月24日深夜0時10分、知床遊覧船沈没事故に対する行方不明者等捜索（災害派遣）のため、寄港中であった大湊基地を出港、明けて25日の深夜2時42分、現場に到着し捜索を開始、以後4月28日まで捜索に従事した。
同年11月3日、11月5日の両日、令和4年度自衛隊国際観艦式フリートウィークで船橋東埠頭（千葉県）において艦艇一般公開を実施。11月6日の観艦式当日は祝賀航行部隊第8群の先導艦を務めた。
同年12月に公表された防衛力整備計画で、2027年度までに除籍することが発表された。
2024年1月1日以降、令和6年能登半島地震に対し災害派遣。能登半島周辺での被害状況偵察のほか、毛布、飲料水、粉ミルクなどを輸送。また、七尾市立中島小学校で炊き出しを実施。
同年9月13日、九州西方訓練海空域においてニュージーランド海軍補給艦「アオテアロア」と日新共同訓練を実施した。訓練項目は洋上補給訓練、PHOTOEX。
同年11月12日、若狭湾においてフランス海軍フリゲート「プレリアル」と日仏共同訓練（オグリ・ヴェルニー24-5）を実施した。訓練項目は戦術運動及び立入検査訓練。
2025年7月、本艦含むあぶくま型全艦をフィリピンへ輸出することで日比両政府が一致した認識を持っていることが報じられた。

現在は護衛艦隊第14護衛隊に所属し、定係港は舞鶴である。

### 歴代艦長
| 代 | 氏名         | 在任期間              | 出身校・期          | 前職                           | 後職                           | 備考                            |
| -- | ------------ | --------------------- | ------------------- | ------------------------------ | ------------------------------ | ------------------------------- |
| 01 | 鈴井尚夫     | 1991.3.15 - 1992.3.24 |                     | せんだい艤装員長               | 佐世保通信隊司令               |                                 |
| 02 | 加藤耕司     | 1992.3.25 - 1993.3.23 | 防大20期            | 第1護衛隊群司令部幕僚          | 海上幕僚監部人事教育部人事課   |                                 |
| 03 | 小田和春     | 1993.3.24 - 1994.3.24 | 防大18期            | 誘導武器教育訓練隊訓練科長     | 海上自衛隊第1術科学校教官      | 3等海佐                         |
| 04 | 泉 三省      | 1994.3.25 - 1995.3.23 | 防大22期            | くらま砲雷長                   | 海上幕僚監部防衛部防衛課       |                                 |
| 05 | 下山公貴     | 1995.3.24 - 1997.3.24 | 防大19期            | 統合幕僚会議事務局             |                                | 就任時3等海佐 1996.7.1、2等海佐 |
| 06 | 内田 薫      | 1997.3.25 - 1998.3.22 | 防大21期            | やまゆき航海長兼副長           | 海上自衛隊幹部学校             |                                 |
| 07 | 碇山武男     | 1998.3.23 - 1999.3.28 |                     | 呉地方総監部防衛部第5幕僚室    | 第4海上訓練指導隊船務科長      | 就任時3等海佐 1998.7.1、2等海佐 |
| 08 | 落 修司      | 1999.3.29 - 2000.3.23 | 防大25期            | 第3護衛隊群司令部幕僚          | 海上幕僚監部調査部調査課       |                                 |
| 09 | 尾島義貴     | 2000.3.24 - 2001.3.22 | 防大27期            | たちかぜ砲雷長兼副長           | 海上幕僚監部防衛部運用課       |                                 |
| 10 | 丸澤伸二     | 2001.3.23 - 2002.8.11 | 大阪外大・ 36期幹候 | みねゆき船務長兼副長           | 東京業務隊付                   |                                 |
| 11 | 藤村栄次     | 2002.8.12 - 2003.8.10 | 防大24期            | くらま砲雷長                   |                                | 3等海佐                         |
| 12 | 福原俊樹     | 2003.8.11 - 2004.8.4  | 防大23期            | しまかぜ砲雷長兼副長           | 海上自衛隊第1術科学校総務課長  |                                 |
| 13 | 林田嘉信     | 2004.8.5 - 2006.1.19  | 防大27期            | 誘導武器教育訓練隊訓練科長     | 自衛艦隊司令部                 | 就任時3等海佐 2006.1.1、2等海佐 |
| 14 | 久保直紀     | 2006.1.20 - 2007.3.25 | 防大28期            | さざなみ副長                   | 自衛隊富山地方協力本部募集課長 |                                 |
| 15 | 西村正之     | 2007.3.26 - 2008.7.31 |                     | 誘導武器教育訓練隊誘導武器科長 | 海上訓練指導隊群司令部幕僚     |                                 |
| 16 | 清水博史     | 2008.8.1 - 2009.8.2   | 防大33期            | 統合幕僚監部副報道官           | 海上自衛隊幹部学校             |                                 |
| 17 | 織戸邦明     | 2009.8.3 - 2011.3.24  |                     | さわかぜ副長                   | 佐世保地方総監部管理部総務課長 |                                 |
| 18 | 近藤 匡      | 2011.3.25 - 2012.7.1  | 防大37期            | 海上幕僚監部指揮通信課         |                                | 2012.1.1 1等海佐昇任            |
| 19 | 長村久光     | 2012.7.2 - 2013.7.28  |                     | 統合幕僚監部運用部運用第2課    | 自衛艦隊司令部                 |                                 |
| 20 | 松本圭太     | 2013.7.29 - 2014.12.7 |                     | くにさき船務長                 | 海上自衛隊第1術科学校          |                                 |
| 21 | 恩蔵 洋      | 2014.12.8 - 2016.3.24 |                     | うみぎり副長                   | 海上自衛隊幹部学校研究部員     |                                 |
| 22 | 長岩友久     | 2016.3.25 - 2017.5.21 | 防大40期            | はまな副長                     | 沖縄海洋観測所副所長           |                                 |
| 23 | 那須靖司     | 2017.5.22 - 2018.5.9  | 防大34期            | ときわ副長                     | あきづき艦長                   |                                 |
| 24 | 吉田 潤      | 2018.5.10 - 2019.3.31 |                     | てんりゅう艦長                 | 舞鶴地方総監部管理部           |                                 |
| 25 | 田中信也     | 2019.4.1 - 2020.3.15  | 防大44期            | あしがら副長                   | 海上自衛隊幹部学校付           |                                 |
| 26 | 五十嵐晋太郎 | 2020.3.16 - 2021.4.19 |                     | 開発隊群司令部幕僚             | 横須賀海上訓練指導隊教育科長   |                                 |
| 27 | 榎本健児     | 2021.4.20 - 2022.6.23 |                     | 護衛艦隊司令部                 | 掃海隊群司令部                 |                                 |
| 28 | 小沼洋祐     | 2022.6.24 - 2023.70   |                     | 第3護衛隊群司令部幕僚          |                                |                                 |
| 29 | 依田匡彦     | 2023.700- 202500      |                     |                                |                                |                                 |
| 30 | 谷口孝次朗   | 202500-               |                     |                                |                                |                                 |

## ギャラリー

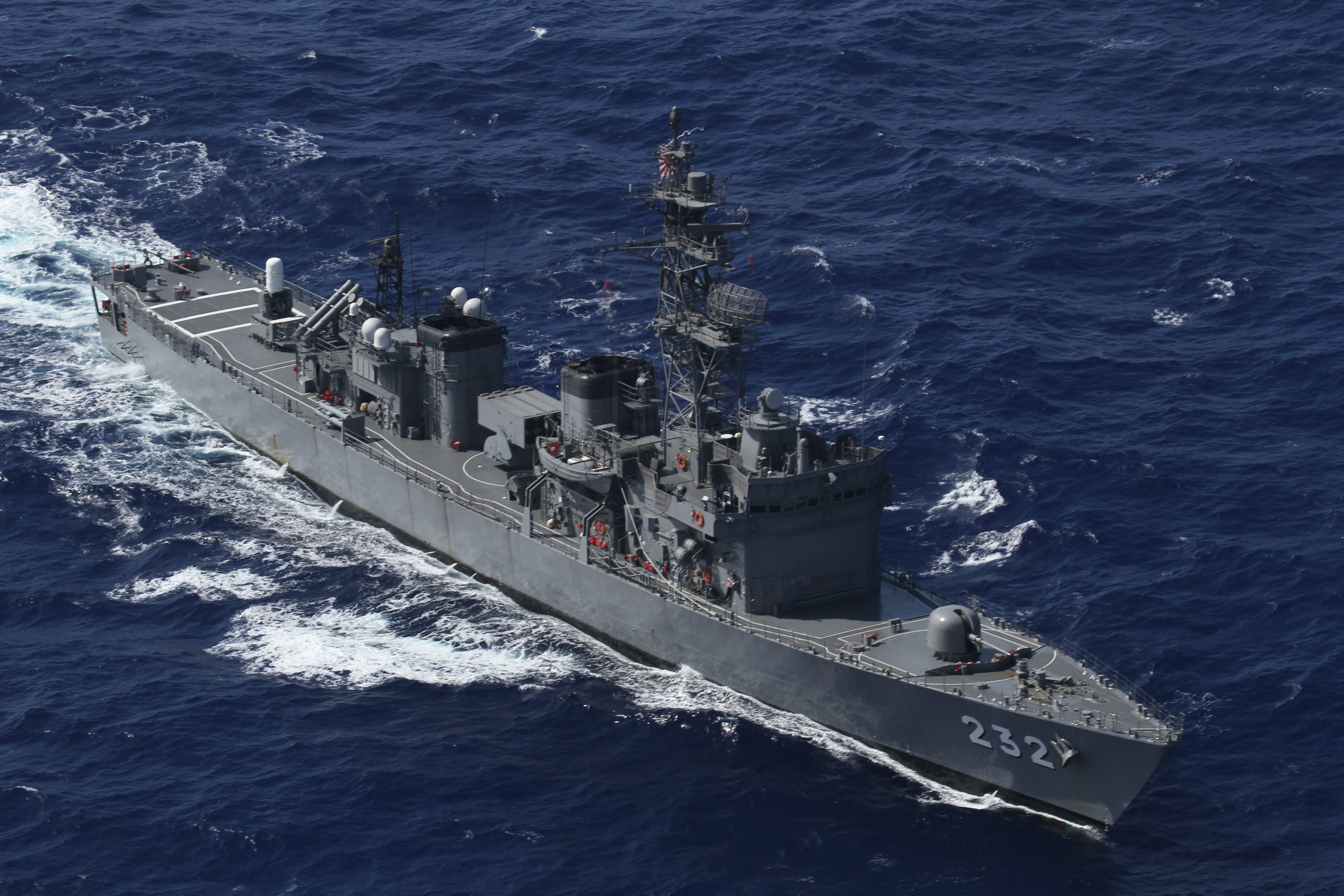
洋上を往く「せんだい」（旧塗装）
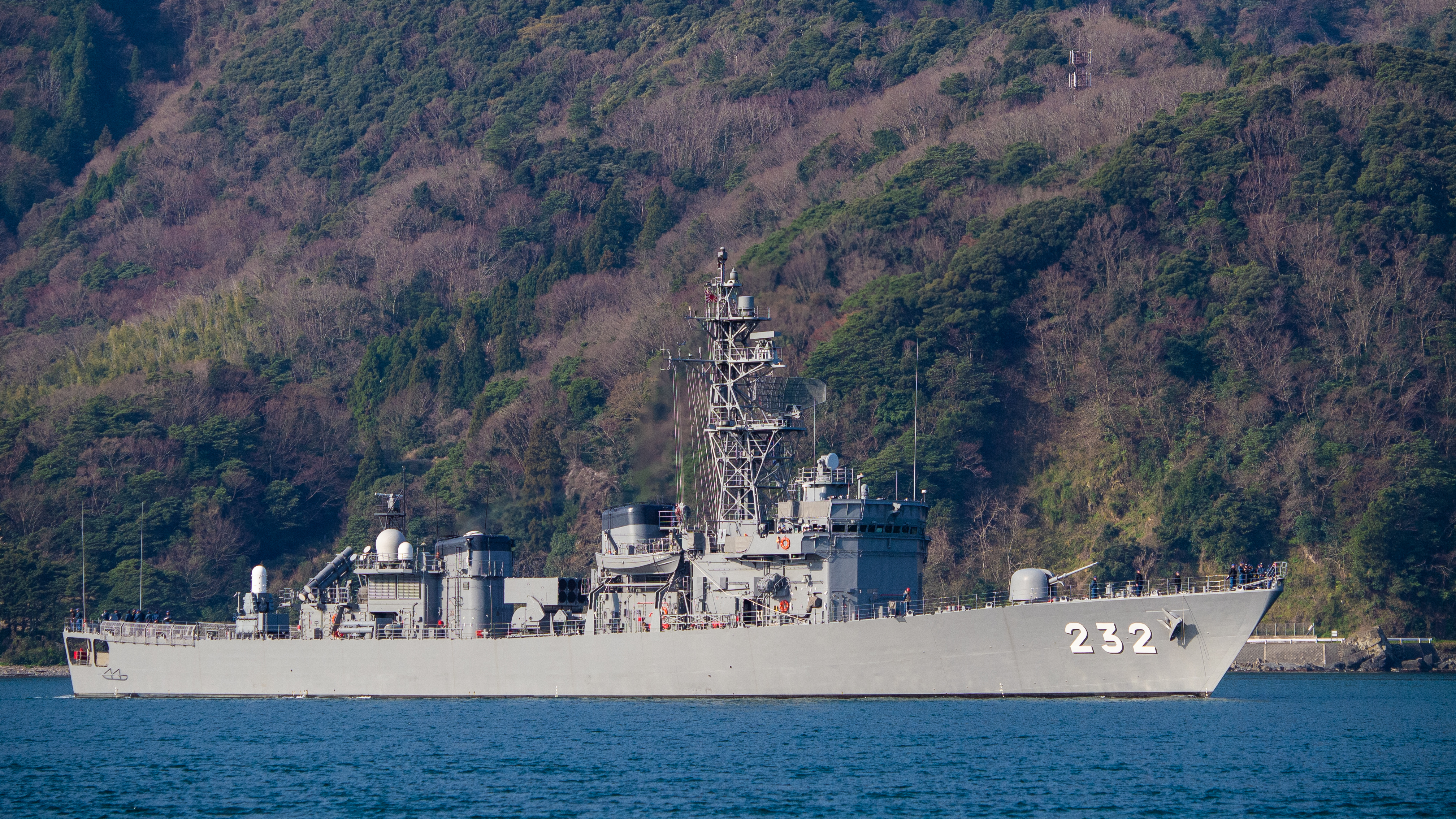
舞鶴港を出港する「せんだい」（旧塗装）
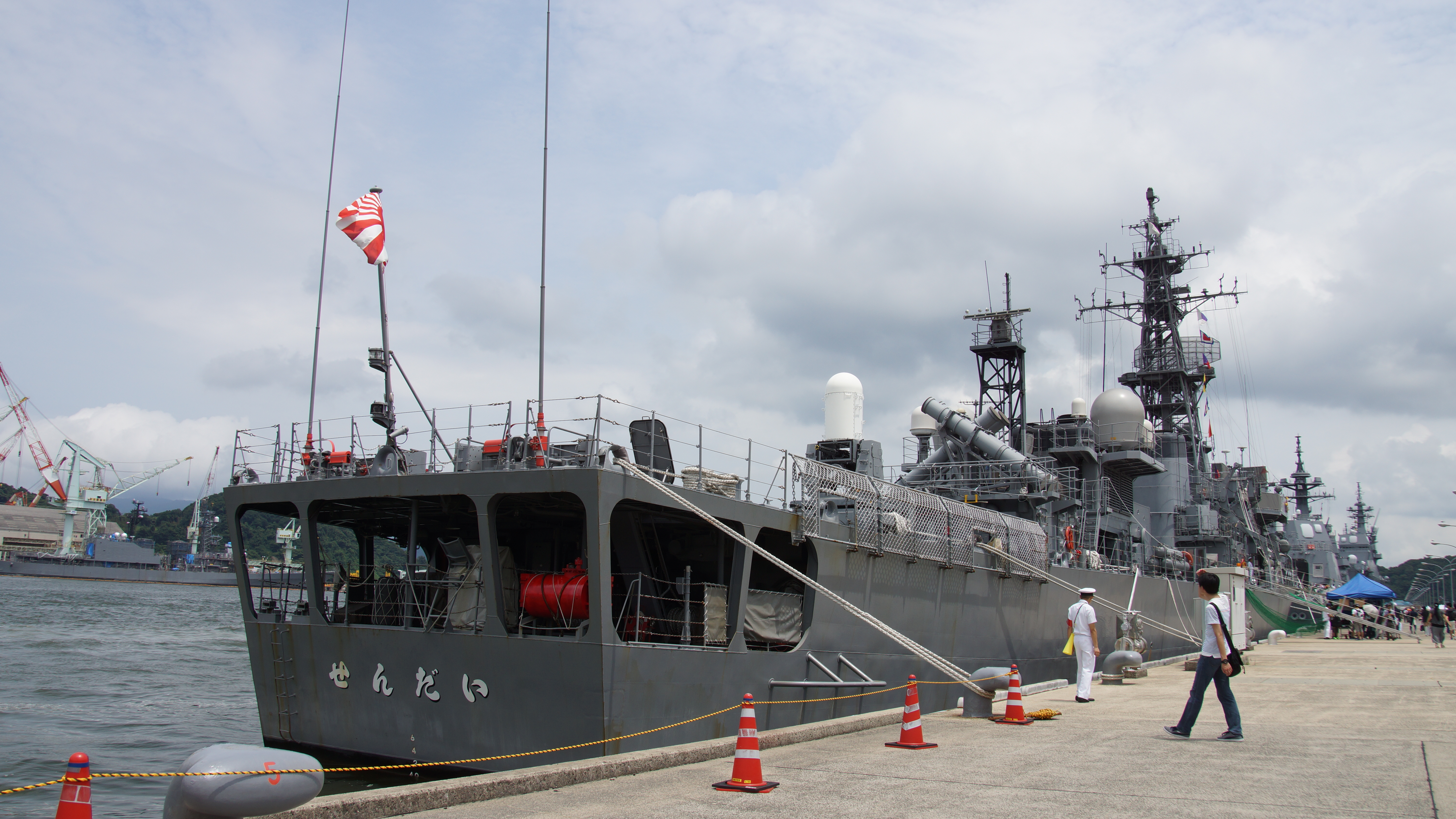
艦尾側より望む（舞鶴基地北吸係留所にて）
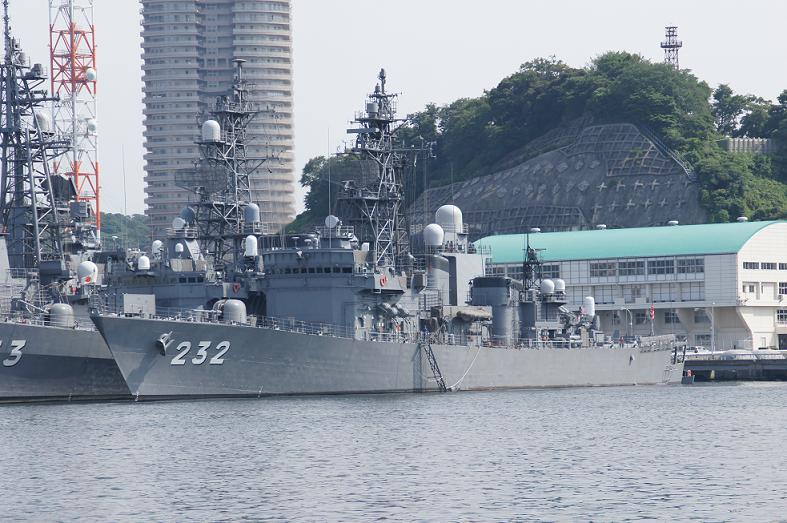
横須賀基地にて
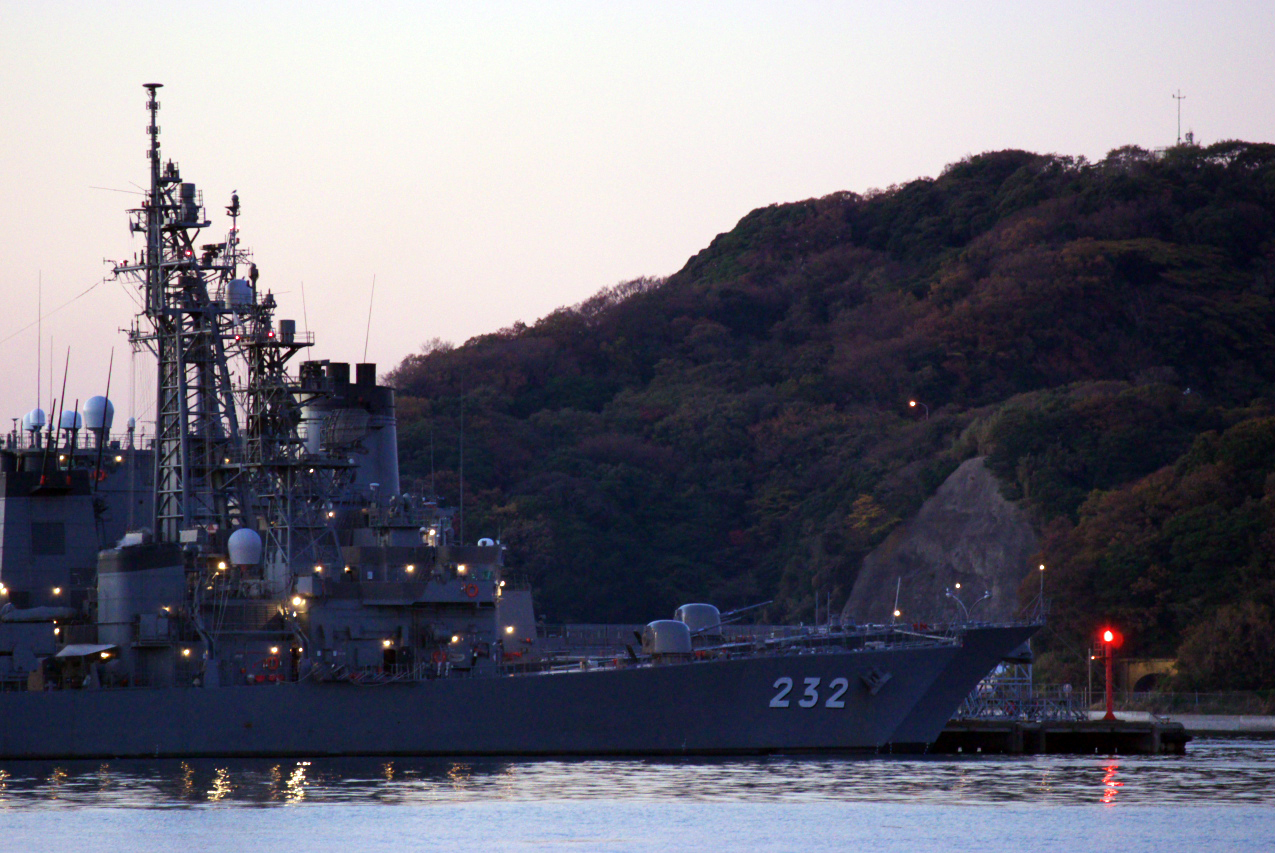
横須賀基地にて
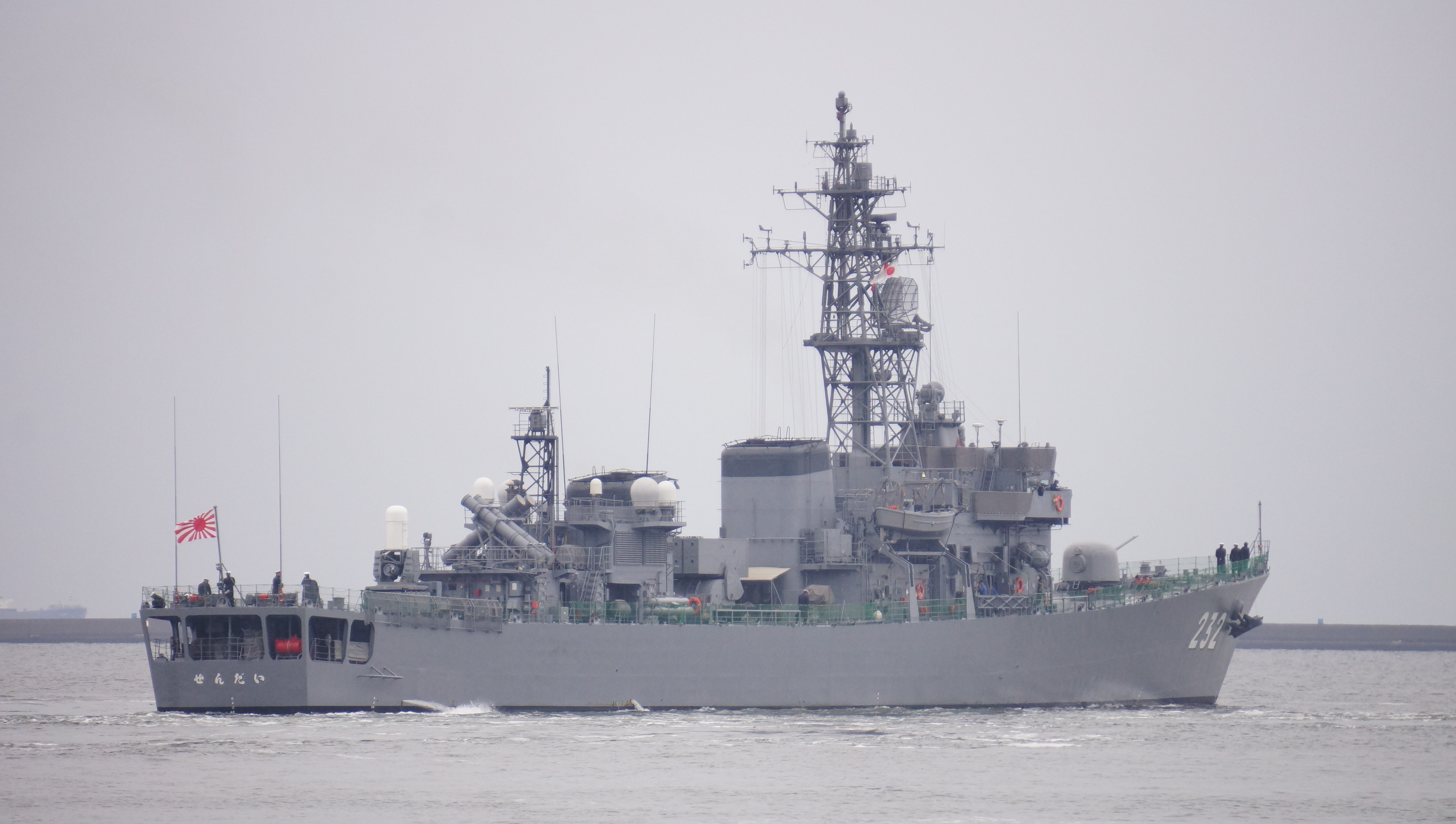
大阪港にて
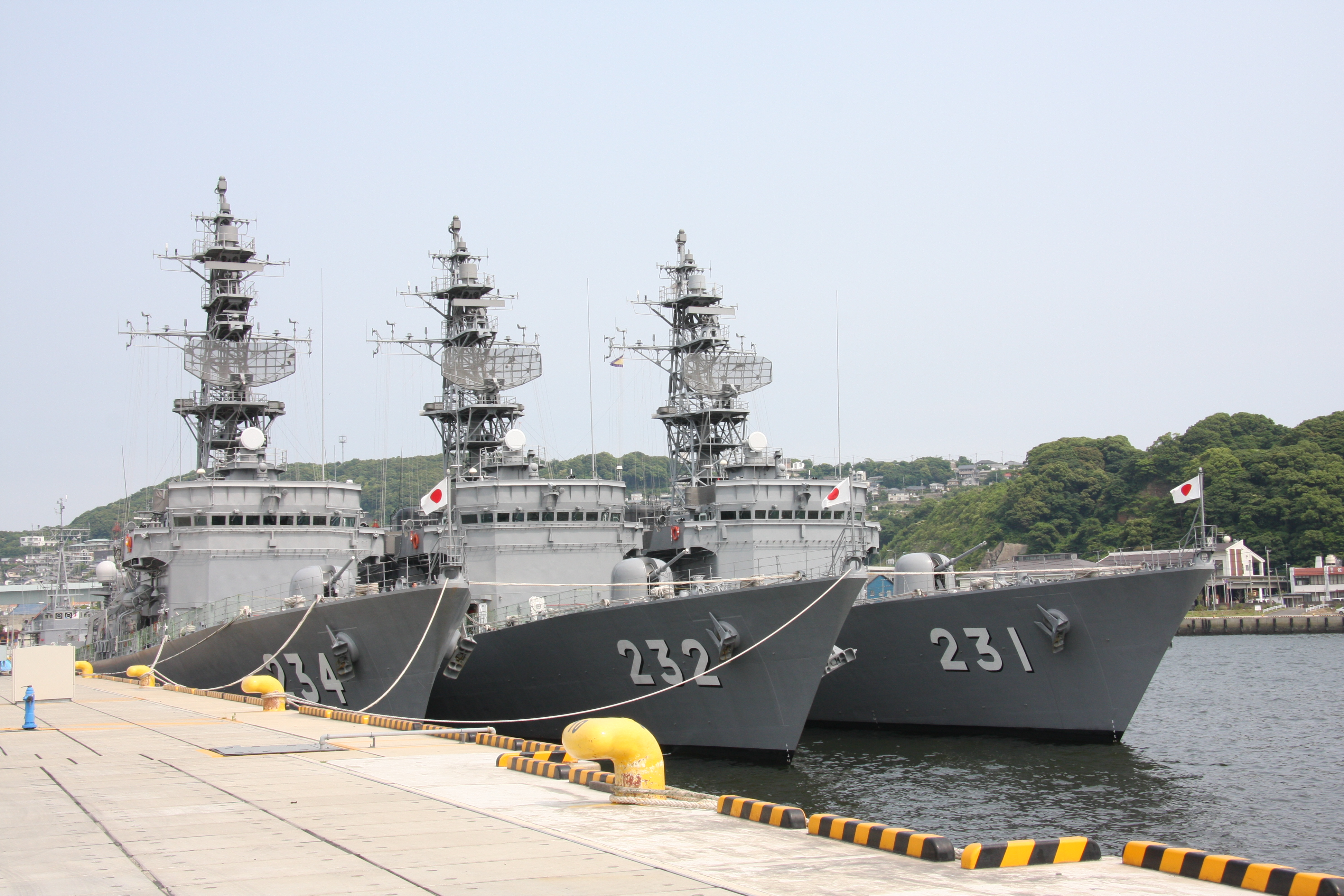
左からあぶくま型「とね」 「せんだい」「おおよど」